# Gullan Lindblad
Gullan Birgit Kristina Lindblad, född Persson den 13 november 1932 i Gunnarskog i Värmland, död 6 september 2023 i Domkyrkodistriktet i Karlstad, var en svensk politiker (moderat), som var riksdagsledamot 1979–1998.

## Biografi
Lindblad växte upp med tre yngre syskon i Gunnarskogs församling i västra Värmland där hennes föräldrar var småbrukare. År 1939 började hon folkskolan i Fredros och hennes föräldrar såg också till att hon fick gå i söndagsskola. När Lindblad var 13 år drabbades hon av tuberkulos och blev inlagd på ett sanatorium under 11 månader. Under den tiden blev hon intresserad av att arbeta i sjukvården och föräldrarna gick med på att hon fick börja realskolan i Arvika. Hon lämnade realskolan 1950 med goda betyg och hade under några år olika arbeten som vårdbiträde, affärsbiträde och postkassör.
Lindblad började sedan studera på en sjuksköterskeutbildning i Karlstad. Hon fick bra betyg men tvingades när hon hade ett år kvar av utbildningen göra uppehåll i studierna på grund av barnsbörd. Efter att hennes första barn hade fötts kunde hon påbörja studierna igen och blev legitimerad sjuksköterska 1955. Hon började därefter att arbeta på sjukhuset i Karlstad, bland annat med inriktning på elektroencefalografi. Under 1960-talet arbetade hon på sjukhusets intensivvårdsavdelning. Lindblad slutade 1966 sitt arbete vid sjukhuset och började istället arbeta som utredare vid Försäkringskassan i Karlstad.

## Politiskt engagemang
Ett besök av Högerpartiets partiledare Jarl Hjalmarson på Stora torget i Karlstad fick Lindblad att för första gången rösta på Högerpartiet vid valet 1958.
Lindblad engagerade sig i Sveriges Yngre Sjuksköterskors förening och i början av 1960-talet var hon ordförande i Högerns ungdomsförbunds avdelning i Karlstad och 1965 blev hon vice ordförande i Moderata kvinnoförbundet i Värmland. Året efter blev hon invald i stadsfullmäktige i Karlstad. Karlstad hade omväxlande socialdemokratiskt och borgerligt styre och 1976 blev Lindblad ordförande för kommunfullmäktige i Karlstad.
Lindblad kandiderade till riksdagen 1976 men blev inte invald då. Hon kom istället in i riksdagen 1979 och blev ledamot i socialförsäkringsutskottet. Som riksdagsledamot arbetade hon bland annat för att förbättra sjuksköterskeutbildningen, utbildning för naprapater, viss förskrivningsrätt för distriktssköterskor samt att tillåta proffsboxning i Sverige. Hon var motståndare till den så kallade pappamånaden i föräldraförsäkringen.
Lindblad hade varit ledamot i Moderata kvinnoförbundet på riksnivå under några år när hon 1990 blev vald till dess ordförande. Hon var också ledamot i Moderaternas partistyrelse. Hon var ordförande i kvinnoförbundet fram till 1997 när förbundet lades ned för att istället arbeta som ett nätverk.
Lindblad lämnade riksdagen efter riksdagsvalet 1998. Hon blev därefter aktiv inom Röda korset och blev även invald i förbundsstyrelsen för Moderata samlingspartiets seniorer. 2001 blev hon invald i kyrkorådet i Karlstads domkyrkoförsamling. Hon var 2009 ordförande för Sveriges pensionärsförbunds Värmlands-distrikt.
Lindblad gjorde sig under sin riksdagsperiod känd som en aktiv debattör och medverkade i olika studioprogram under 1980- och 90-talet. Hennes framtoning var ofta folklig och hon kritiserade inte sällan det politiska spelet och den förda invandringspolitiken men uttryckte också uppskattning för politiska motståndare.1990 deltog hon i en TV-debatt mot Ian Wachtmeister och Bert Karlsson inför deras bildande av Ny demokrati, ett beslut hon kritiserade kraftigt.  Under valvakan i Sveriges television efter valet 1998 medverkade Lindblad tillsammans med SVT:s politiska reporter Gunvor Hildén och redovisade tillsammans med Hildén vilka ledamöter som valts in i respektive valkrets.

## Uppdrag
- Stads/kommunfullmäktige i Karlstad 1967–1979, ordförande kommunfullmäktige 1977–1979 och suppleant i kommunstyrelsen.
- Ledamot av kommunens socialnämnd, ledamot av hälsovårdsnämnden samt ordförande i ungdomsnämnden.
- Ledamot i Värmlands läns landsting 1974–1982.
- Ordförande i Moderata kvinnoförbundet 1990–1997.
- Ledamot av socialförsäkringsutskottet 1979–1998; vice ordförande 1983–1991 och 1995–1998, ordförande 1992–1994.
- Ledamot i Riksdagens förvaltningsstyrelse, ledamot av Moderaternas riksdagsgrupps förtroenderåd.
- Ledamot i Socialstyrelsens verksstyrelse samt i Hälso- och sjukvårdens ansvarsnämnd.
- Ordförande för Sveriges Pensionärsförbunds Värmlands-distrikt sedan 2004.

### Fotnoter
1. 1 2 3 4 5 6  Riksdagens person-id: 0816308745507, läst: 24 juni 2020.[källa från Wikidata]
2. 1 2 3 4 5  Riksdagens person-id: 0816308745507, läst: 26 juli 2020.[källa från Wikidata]
3. ↑  Magnus Hermansson. "Grattis Gullan Lindblad 75 år", Nya Wermlands-Tidningen 10 november 2007 (länk)
4. ↑  ”Gullan Lindblad”. Familjesidan.se. https://www.familjesidan.se/cases/2690e094-47ad-4cf6-a84b-8ca57d255901/funeral-notices. Läst 16 september 2023.
5. ↑  Gullan Lindblad (M), Sveriges riksdags webbplats (Läst 20 januari 2021)
6. ↑  ”Sveriges pensionärsförbund”. Arkiverad från originalet den 14 augusti 2010. https://web.archive.org/web/20100814104145/http://www.spfpension.se/board.asp?nodeid=11532. Läst 7 april 2009.
7. 1 2  https://www.oppetarkiv.se/video/12163950/svar-direkt
8. ↑  https://www.oppetarkiv.se/video/2810565/arkivinslag-med-aktuella-politiker
9. ↑  https://www.oppetarkiv.se/video/3054757/valvakan-1998